# キャシャーン Sins
『キャシャーン Sins』 （キャシャーン シンス、CASSHERN Sins）は、日本のテレビアニメ。2008年10月から2009年3月まで放送。また、ジャイブ刊『月刊コミックラッシュ』で2008年12月号から2009年7月号まで漫画版が連載された。作画は竹井正樹。

## 概要
原作の内容を思わせる情報の断片も語られているが、その世界観やストーリーは原作とは異なる独自のものとなっており、一概にリメイク版とは言い切れない作品である。荒廃したペシミズムで占められた、暗い世界観となっている。
本作品は、原作の持ち味であった「終末感漂う荒廃した世界で繰り広げられるシリアスなストーリー」を継承しつつ、俗に「山内節」と称される山内重保監督の作風とのマッチングを見せており、原作以上にシリアスでダークなストーリーが展開される。人間がほとんど登場せず、人造人間側の視点から見た世界観が特徴となっており、展開こそ比較的緩やかであるものの謎めいた問いかけが成されながら、物語は進行していく。
タイトルに含まれる "sins" は、英語で（宗教・倫理上の）「罪」を意味する "sin" の複数形である。
キャストに関しては、キャシャーン役の古谷徹をはじめ、ベテラン声優で固められている。原作から引き続き出演しているのは、ブライキング・ボス役の内海賢二のみである。
なお、後年のタツノコプロ作品『Infini-T Force』についてのインタビューに際し、同作に出演した関智一は本作品でキャシャーン役を演じるかもしれなかったが、結局はオーディションに落ちてジン役を演じたことを明かしている。

## ストーリー
荒廃した世界にて、長い眠りから目覚めるもそれ以前の記憶を失っていたキャシャーンは、なぜか襲い掛かってくる敵と戦いながら自らの記憶を取り戻さんとする。
荒野をさすらうキャシャーンは、やがて様々なロボットや人間と出会い、自身の背負った “罪” を知ることになるのだった。

## 登場キャラクター

### 主要人物
キャシャーン
声 - 古谷徹
本作品の主人公。「滅び」と呼ばれる終末の世界でただ1人、自己再生可能な身体を持つ青い瞳の男。
多くのロボットは「滅び」により体が錆に侵食されていくが、彼の体には錆も無ければ、どんな傷も癒えてしまう能力が備わっている。が、傷が癒える時にはかなりの苦痛が生じる。ただし終盤にヘルメットが破壊された際は再生されることはなく、四肢などの体の一部が欠損した場合どうなるかについての描写が無い。
リューズ曰く、彼は「ブライキング・ボスの命でルナを殺害し、世界に滅びを招いた厄災者」であるが、彼自身はそのことを全く覚えていない。また、記憶の無いまま、いつ意識が戻った（目覚めた）のかも不明。
目覚めた後は「キャシャーンを食らうと永遠の命が手に入る」と噂され、「滅び」の恐怖に中にある多くのロボットたちからその命を狙われている。自分の名前を含めた全ての記憶を失っており、身体には圧倒的な戦闘力を有しているが、普段は穏やか。相手の敵意の持ち方を繊細に察知し、相手によって対処の仕方も変わるが、身体的に窮地に立たされた状態になると自らの意識が封じられ、目が蒼く光る。またこのとき、一人称が「僕」から「俺」に変化する。その際、戦闘力が飛躍するのだが、それと同時に自制が効かなくなってしまい、敵意の無い相手までもが彼の標的となってしまう。
その後、旅先で「ルナが生きている」という噂を耳にし、「ルナに会う」という目的を持つようになる。
キャシャーンは「子孫を残すことができ、成長することも死ぬことが出来るロボットの誕生こそが、ロボットが人を超え、神になる時」というブライキング・ボスの思想の元、オージの手によって作られた3体のうちの1体であったことが判明する。しかし、ブライキング・ボスが言うには過去のキャシャーンは生粋の殺戮マシンであり、ルナ殺害以前には現在のような自我を持っていなかったらしい。
機能的には3体（キャシャーン、ディオ、レダ）共に失敗作であり、また、作成時には彼には今のような極度の自己再生能力など無かったことから、ルナとの接触の過程で、彼の体に何らかの変化が起きたとオージは推測している。なお、マスクをオンオフするシーンはあるが、ヘルメットに関しては場面によって切り替わっているだけで、どのようにして装着しているのかは不明である。また、ヘルメットは原作では壊れなかったが、本作品では第23話のディオとの決戦で角飾りが一部折れた後、第24話のブライキング・ボスとの戦いで全てが粉砕されている。腰には原作同様の銃のような形のブースターを装備しているが、原作ほど使っていない上、ヘルメットの角の破壊光線発射も行っていない。第23話で一度は戦いを捨てるが、第24話にブライキング・ボスとの最後の戦いを行い、ルナに「死を忘れたら戻ってくる」と言い残し、行方不明となる。このとき、ルナ殺害の際の記憶を取り戻しているかのような言葉を発している。
リューズ
声 - 宮原永海
キャシャーンを「滅び」を生み出した存在として憎み、その前に度々姿を現す女ロボット。並みのロボット数体なら瞬殺できるほどの戦闘能力を持ち、左腕の収納式の刃物を武器とする。
姉・リーザはドゥーンやニコとともにルナの護衛をしていたロボットの1人であったが、ブライキング・ボスの刺客として現れたキャシャーンによって負傷し、最初の「滅び」の犠牲者として息を引き取った。リューズは姉が今際の際に遺したキャシャーンへの憎しみから、姉と世界の仇としてキャシャーンを破壊しようとつけ狙っていた。
しかしキャシャーンと接触するうちに、キャシャーンの中に生まれていた罪悪感と責任感を知り、「キャシャーンには、自分のやったことを思い出す責任があり、それまで死ぬのは許さない」と破壊を中断。その後ルナ存命の噂を聞き、それが本当ならばなぜリーザは「滅び」を受けたのかという疑問を持ち、複雑な思いを抱きながらも同じくルナを探すキャシャーンと行動を共にする。度々キャシャーンに対して恋愛感情的なものがあるような描写が描かれている。
第24話で人里離れた山の中で、戦いから離れたキャシャーンたちと暮らしていたがついに力尽き、キャシャーンの腕の中で死亡した。
リンゴ
声 - 皆口裕子
“人間みたい”なキャシャーンに興味を持つ無邪気な少女。
「滅び」が始まっている身体をオージに直して貰いながら、オージと共に移動生活をしている。
海辺で遊んでいるところでキャシャーンと出会うが、賊に襲われたリンゴを救うために自制を失ったキャシャーンに怯え、その場は逃げてしまった。しかし、その後は行く先々で会うキャシャーンに懐き、信頼を寄せている。
本人曰くロボットということであるが、人間のように涙や血を流す描写もある。
最終話はオージたちの死から数十年後、成長した彼女のモノローグで締めくくられる。その様子から、彼女こそが初めての成長することも死ぬことも出来るロボットであることがうかがえる。
オージ
声 - チョー
世界を旅しロボットを修理して回る技術者ロボットであり、リンゴの保護者。
かつては「滅び」が始まる前の世界でブライキング・ボスに仕えており、「人間を超える」という思想のもと子孫を残すことができるロボットとして、キャシャーン、ディオ、レダを作製した生みの親であった。
ルナの死亡後はブライキング・ボスと同じく「滅び」が始まった原因が自分にもあること、そして「滅び」の進む世界の中荒れ果てたロボットの心に絶望して放浪していたが、そんな中まだ赤ん坊であったリンゴをロボットと人間の屍山血河の中から発見、「滅びに逆らう存在」である彼女を自分の希望の光として育て守り抜く決意をする。
旅先でキャシャーンやブライキング・ボスと再会、キャシャーンにその出生の秘密と、不死身の体やその自我についての謎について話す。
第23話の後は山の中で花を育てながら生きていたが、第24話で眠るように死亡する。死因が滅びであったのかは不明。
ルナ
声 - 矢島晶子
「月という名の太陽」と呼ばれる、他者に「生」と「死」を与える力を持つ少女。
ロボットにも人間にも等しく命を与える存在とされ、両者からも愛されて暮らしていたが、「世界の支配者は2人はいらない」とするブライキング・ボスの命令によってキャシャーン、ディオ、レダに追われ、キャシャーンによって胸を貫かれ消息を絶つ。ルナが死んだとされて以来、彼女の中にあった「死」が全て世界に溢れだし、キャシャーンは不死身の肉体となり、ロボットを含む全世界はその後長い年月を経て「滅び」が進む荒廃した世界へと変わってしまった。
過去のルナは永遠の命ばかりのいびつな世界に対して自然な「死」を与える存在だったが、「死」を全て無くしてから数百年の時を経て不死となって復活した後は逆に「死」を忌み嫌い、不自然な「永遠の命」を与える存在となる。彼女の血を与えられたロボットは錆だらけの状態であっても錆が無くなって永遠の命を得ることが出来るが、一定以上滅びが進んでしまったロボットは彼女の血も効果が無いらしく、彼女自身も救うことは無い。なお、元々人間であったのか、ロボットであったのかは不明。
ブライキング・ボス
声 - 内海賢二
「滅び」の世界を彷徨う男。
かつて人類の上に君臨し世界を統べたロボット帝国の “王” であったが、人々から支持を集め出したルナを疎ましく思い、キャシャーン、ディオ、レダの3人にルナの抹殺を命じる。それには成功したものの、世界には滅びが広がり、自身の王国と軍団も滅んでしまう。その後はかつての野望を捨ててフードで頭を覆い、荒野の隠者のような姿になって滅びゆく世界を放浪しながら、死んでいったロボットたちの墓を作っていた。キャシャーンに「滅び」の矛が向かないことを心良く思っておらず、「俺たちみんなが（キャシャーンを含めて）世界に落とし前をつけなきゃならねぇ。滅びるなら全て」と考えていたが、第23話のラストで世界がさらに滅ぶことに耐えられず、残ったロボットたちを率いてルナの元へ向かい、癒しによって再生されたロボットを率いて再び帝国を作ろうとした。しかし、自身は癒しを受けていなかった。
第24話では、原作での姿を彷彿とさせる帽子を着用してキャシャーンに挑む。
原作で率いていたのは「アンドロ軍団」だが、本作品では単に「ロボット軍団」と呼ばれている。
フレンダー
キャシャーンが立ち寄った「死を受け入れたロボットたちの村」で、レンチやルートと共に暮らしていた犬型ロボット。レンチたちに比べると、「滅び」がほとんど進んでいない。
レンチは自分たちが「滅び」を迎えた後にフレンダーが孤独になることを心配し、キャシャーンに連れて行って欲しいと頼んでいた。
キャシャーンや凶悪なロボットたちがレンチに襲い掛かろうとした時には身を張って立ち向かうが、結果的にレンチたちがキャシャーンのせいで「滅び」を迎えたことでキャシャーンを警戒するようになり、レンチの「滅び」を見届けた後に村を後にし、キャシャーンを追う。キャシャーンとの一騎討ちの後に、彼を殺すことなく共に旅をすることになる。また、第24話のラストでは数十年後のリンゴと共に健在であった。
原作ではキャシャーンの乗る乗り物に変形していたが、本作品では変形することはなかった。
ディオ
声 - 森川智之
色こそ違うものの、外見がキャシャーンと酷似している男（デザイン的にはOVA版のキャシャーンに近いアレンジ）。
外見のみならず、戦闘能力もキャシャーンに引けを取らない（劇中「スペックとスキルは同じ」と言われている）。しかしキャシャーンのように自己再生能力がなく、かつてキャシャーンに敗れたことがトラウマになっていることから（左側の角はその時折られたもの）比較されることを極度に嫌い、キャシャーンに対し異常な執着を見せ、度々暴走してはレダに宥められる。
キャシャーンの秘密を暴くことで世界の「滅び」を止め、その上でその世界を支配しようと考えており、「過去の王」であったブライキング・ボスのようなロボット軍団を組織しようとしていたが、次第にキャシャーンと戦うことでしか生きていることを実感できないと悟ると共に支配者になるという願望を捨て、第22話にてレダと決別する（このことをレダは「坊やを卒業」と評した）。また、同話にて彼にも「滅び」が始まっていることが判明する。
第23話で激闘の末、その腕でキャシャーンの体を貫くにまで至るが、限界を迎えキャシャーンにレダを救ってほしいと遺言を残し、眠るように機能停止した。
レダ
声 - 小山茉美
キャシャーンやディオと同じコンセプトで、「生命を生みだす」べく造られた女性ロボット。永遠の美しさと、「生命を生み出す」という願望が強い（他の2体はそれらのことに関しては関心すら無い節がある）。徒手空拳で戦うキャシャーンやディオと異なり、腰に差している三日月型の剣を武器とする。また、キャシャーンやディオと異なり、ブースターとヘルメットは無く、角飾りをそのまま額に付けている。
「滅び」が始まった後の世界ではディオと行動を共にし、誰もが果たせなかった「生命を生み出す」存在として神のごとく世界に君臨するという野望を抱いており、次第にそのことへの執着から暴走しがちになり、初めとは逆にディオに窘められるようになる。ルナの街を占拠し、ルナから「癒し」を受けたが、行き過ぎた「癒し」を受けた結果、右半身が異常進化した無残な姿となってしまう。その後はルナへの憎悪から狂気に取りつかれたが、キャシャーンからディオが死の直前まで自分を気にかけていたことを知って正気を取り戻し、最後は機能停止したディオの傍らで死んでいった。

### キャシャーンが出会った人間やロボット
レンチ
声 - 皆口裕子
「滅び」を受け入れた者たちの村で、恋人であるルートと犬型ロボットのフレンダーと共に滅びを待っている女性ロボット。ルートと「最後の瞬間まで一緒に『滅び』を迎えよう」と約束し、身体を蝕む「滅び」を安らかに受け入れようとしていた。ルートと共に凶悪なロボットに襲われた際、キャシャーンに助けられる。最後まで永遠の生を望むことはなかったが、永遠の生を求めて豹変したルートや村のロボットたちをキャシャーンに破壊され、絶望に嘆きながら朽ち果てた。
先生
声 - 中博史
「滅び」を受け入れた村で、大きく「滅び」の進行したロボットの世話などを行っている男性ロボット。子どものような外見だが、多くの知識と優れた思考力を持っており、村のリーダーのような存在である。「滅び」によって初めてロボットは「生」を得られ、人になれたと考えている。キャシャーンのことを最初に会ったときから薄々感付いており、生命力に溢れる彼に早く村を立ち去るよう告げる。正気を失ったロボットに村が襲われた際、助けに入ったキャシャーンに再び去るよう求めるが、豹変した仲間たちとキャシャーンの戦闘に巻き込まれた挙句、キャシャーンに破壊されて最期を迎えた。彼がキャシャーンを食らって永遠の命を手に入れようとしたのかは不明。
アコーズ
声 - 中野裕斗
ロボットたちに追われていた人間の男。「滅び」を受け入れたロボットたちの村を探していたが、途中でキャシャーンに出会い、最初は半ば無理やりに共に旅をするようになる。人間の不便さや素晴らしさをキャシャーンに説き、自らも多くの罪を背負いながら逃げ続けている身であることを告げる。何らかの重い病を患っており、キャシャーンと別れた直後に吐血して倒れ、死を迎えることとなった。
ソフィータ
声 - 秋谷智子
自身の身長ほどもあるサーベルを自在に操る女性型のロボット。その好戦的な性格と強さから「滅びの天使」と呼ばれているが、本人はそれを嫌っている。戦うことにのみ「生」を感じることができると考え、無差別に周囲のロボットたちに戦いを挑んでいた。傷一つない再生可能な身体を持つキャシャーンに興味を持ち戦いを申し込むが、頑なに拒まれてしまう。その後のロボットとの戦いの中で、絶体絶命の窮地をキャシャーンに救われ、「戦うことでしか気持ちを伝えられない」と半ば強制的にキャシャーンと戦う。「死」を望むキャシャーンを殺そうとサーベルを胸に突き立てるが、無意識に流れた涙から「キャシャーンに死んで欲しくない」という自らの真意を自覚する。その後はキャシャーンに別れの言葉を残し、彼の前から姿を消した。
バラシン
声 - 玄田哲章
外見は、原作に登場したバラシンに似ているキャラクター。他のロボットに比べて巨漢であり、手下を数人連れている。昔はブライキング・ボスの側近だったらしいが、滅びが進んでいるらしく、片腕が損傷している。ソフィータから侮辱され彼女を目の敵に思っている。体はとても硬く、ソフィータの刀ではほとんど傷が付かず、キャシャーンの攻撃でも多大なダメージは受けなかったほど。自身も滅びに瀕しており、他のロボットたちと同様、キャシャーンを喰らって不死になるという噂を信じており、ソフィータを餌にキャシャーンをおびき出そうとした。キャシャーンに敵わないとみて、戦わずに撤退するもその後登場することはなかった。
ジャニス
声 - 詩乃優花、歌 - 宮原永海
滅びの中に有りながら希望を与える歌を歌い続ける女性型のロボット。別名「歌姫ジャニス」。彼女の歌は滅びの恐怖を忘れさせると言われているもので、それゆえに希望を持つことに否定的なロボットに幾度も殺されかかる。ふとしたきっかけでキャシャーンに助けられ、一緒に旅することとなったジャニスは、自身の歌や生き方によりキャシャーンに生きる意味を与えることになった。旅の目的は、昔の彼女が「歌」により感銘を受けた場所であるバーサの町のステージで歌うことであった。キャシャーンとの旅の末、やっと辿り着いたバーサの町のステージで、数多くのロボットやリンゴ（ジャニスの歌はリンゴに昔の彼女同様、多くの感動を与えた）の前で熱唱し、事切れる。
ニコ
声 - 川田妙子
ロボットが廃棄されている谷底で暮らしていた少女型のロボット。リューズによれば「かつてルナに仕え、キャシャーンがルナを殺したとき、ルナの近くにいた」という。しかし、谷底で出会った時は頭脳の回路にダメージを受けて記憶を失い、知能が低下していた。ロボットの骸に花を供え、廃棄された部品を組み上げて作った人形をルナと呼んで世話をしていた。しかし、敵のロボットによる致命傷で死亡した。
ボルトン
声 - チョー
ディオの元を目指していたロボット集団のうちの1体。ルナを探すことを主張した仲間を処刑しようとしていたところをキャシャーンと遭遇し、戦闘の末にキャシャーンもろとも谷底へ落下した。滅びから逃れるためにディオの軍団に加わることを切望していたが、右腕以外の四肢を損傷したために絶望する。自分を手当てするニコを邪険に扱うが、彼女と接していくうちに次第に心を開いていった。
マルゴー
声 - 石田彰
かつてブライキング・ボスが統治していた街に住む、芸術家のロボット。体の滅びが深く進行しており、足を失くして車椅子を使って移動している。先の統治者たちのように自分の住む街を自分の色に染めて歴史に自分の生きた証を残そうとした。滅びを憂うのではなく、今をどう生きるのが大事と考え、滅びが訪れようとも諦めずに生きていた。しかし、その生き方が同じ街に住む、滅びを受け入れ絶望していた他のロボットの反感を買ってしまい、暴行を受けるがキャシャーンによって救われる。その後、滅びの影響で彼自身も力尽きる直前、キャシャーンに自分のことを忘れないで欲しいと頼んだ。死後、マルゴーの街は雪によって彼の望む色に染まった。ブライキング・ボスが治めていた時代のことを「圧政が敷かれ恐ろしい時代ではあったが、そこには秩序があり、あれはあれで美しかった」と評している。キャシャーンのことを、最後まで「君」もしくは「青年」と呼んでいた。
ドゥーン
声 - 中野裕斗
かつて「死神ドゥーン」と呼ばれたほどの強さを持つロボット。滅びが広がる前はルナの側近だったが、襲撃したキャシャーンに敗れるもどうにか生き延び、生きている彼女に会うべく世界を放浪する。「太陽は何も与えてはくれない。人々が勝手に貰っているのだ」「太陽は、俺は見つめるだけでいい」などと、ルナを太陽として崇めている。
武器は背中から飛び出す4本の刃で、世界放浪時はディオですら破壊できないほどの強固な装甲に全身を包んでいた。何度も死んだと思われるも生き延びており、ルナと再会すると同時に装甲を捨て、回想シーンにて度々登場していた人間形態へ戻る。その後はずっと花の世話をしていたが、夜盗との激戦の際には装甲が無いことから致命傷を受けてしまう。ルナの癒しを受けるように薦められるも拒否し、死亡した。
バルカン
声 - 梁田清之
巨大で片腕が巨大な刃になっているロボット。マルスと組んでいる。昔はブライキング・ボスの帝国で最強の称号を持っていたが、その座をディオに奪われたため、復讐のためにルナの名前を使ってディオを誘い出し、戦った。マルスとのコンビネーションで一度勝利したが、その後はブライキング・ボスと再会し、何かに目覚めたディオにマルスを破壊された上に自身も片腕を奪われ、放置される。後に現われたブライキング・ボスに「なぜ奴ら（ディオ）を創った」「なぜ俺たちを見捨てた」と激昂して刃を向けるが、あえなく破壊される。
マルス
声 - 志賀克也
バルカンと同じく、ブライキング・ボスの元側近。ブライキング・ボスの帝国では、最強の称号を持っていた。腕が鞭のように伸び、高速で攻撃するため、複数の腕を発射しているように見える。
バルカンとのコンビネーションで一度はディオを倒すが、再戦時にはディオによって破壊される。
ヘレネ
声 - 詩乃優花
道中で突然キャシャーンたちを襲った者。女性で、リューズより一回り大きく屈強な体格。常にカストルと一緒に行動している。リューズのように腕から刃が生えるが、ヘレネの場合は掌から生える。心に迷いのあるリューズを一方的に攻撃したが、迷いを吹っ切った彼女によって一瞬のスキを突かれて刃と顔の左半分を破壊され、カストルの後を追って崖から身を投げる。
カストル
声 - 酒井敬幸
ヘレネ同様に突然キャシャーンたちを襲った。腕が巨大な錆剣で重厚かつ俊敏。キャシャーンを襲い、止めを刺そうとした瞬間にキャシャーンにボロボロにされ、崖から突き落とされる。カストールが名前の由来。
墓守りの男
声 - 千葉繁
外見は、原作に登場したアクボーンを思わせる。ロボットの墓地に1人住み着いていたロボットで、ブライキング・ボスに代わって墓を作り続けていた。片腕と顔の半面が損傷している。
ジン
声 - 関智一
ルナの癒しを受けるべく旅をしていた一団のリーダー。キャシャーンを見て取り乱す仲間を制し、「キャシャーンを喰らっても何にもならない」と諫めるなど冷静な判断力を持っている。フレンダーに続いて滅びに犯されていないロボットの1体であるルナに会うべく、仲間を率いてキャシャーンと別れる。

## スタッフ
- 原作 - 竜の子プロダクション
- 監督 - 山内重保
- シリーズ構成 - 小林靖子
- キャラクターデザイン - 馬越嘉彦
- 美術監督 - 李凡善
- 色彩設計 - 辻田邦夫
- 撮影監督 - 棚田耕平
- 編集 - 木村佳史子
- 音楽 - 和田薫
- エグゼクティブプロデューサー - 小森健一、川村明廣、丸田順悟、小原昭博、田中修一郎
- プロデューサー - 大森啓幸、上間康弘
- アニメーションプロデューサー - 藤尾勉
- アニメーション制作 - マッドハウス
- 製作 - キャシャーン Sins Project（竜の子プロダクション、博報堂DYメディアパートナーズ、ショウゲート、ジェネオン・ユニバーサル・エンターテイメント、マッドハウス、USEN）

## 主題歌
オープニングテーマ 「青い花」
作詞 - 竹森マサユキ / 作曲 - 明石昌夫・カラーボトル / 編曲 - 明石昌夫 / 歌 - カラーボトル
エンディングテーマ
「reason」
作詞・作曲 - 川江美奈子 / 編曲 - HΛL / 歌 - KΛNΛ
第1話から第12話まで使用。
「蒼い影」
作詞・作曲 - 世良公則 / 編曲 - 音屋吉右衛門 / 歌 - 音屋吉右衛門'寿（音屋吉右衛門&野村義男プラス）
第13話のみ使用。
「光と影」
作詞・作曲・歌 - クノシンジ / 編曲 - クノシンジ・棚谷祐一
第14話から第23話まで（DVD/BD版では第24話まで）使用。
挿入歌
「A Path」
作詞・歌 - 宮原永海 / 作曲 - 宮原永海・具志岳典
第8話、第17話、第19話で使用。
「SKY」
作詞・作曲・歌 - 宮原永海
第8話、第18話で使用。
「蒼い影」
作詞・作曲 - 世良公則 / 編曲 - 音屋吉右衛門 / 歌 - 音屋吉右衛門'寿（音屋吉右衛門&野村義男プラス）
第11話、第12話で使用。

## 各話リスト
| 話数 | サブタイトル               | 脚本       | 絵コンテ      | 演出          | 作画監督                                              | 総作画監督 |
| ---- | -------------------------- | ---------- | ------------- | ------------- | ----------------------------------------------------- | ---------- |
| 1    | 終末の世界で               | 小林靖子   | 山内重保      | 山内重保      | 馬越嘉彦                                              | -          |
| 2    | 世界は断末の声に満ちて     | 小林靖子   | 山内重保      | 山内重保      | 馬越嘉彦                                              | -          |
| 3    | 苦悩の果てに               | 大和屋暁   | 峰達也        | 峰達也        | 西位輝実                                              | 馬越嘉彦   |
| 4    | 滅びの天使                 | 高橋ナツコ | 山内重保      | 山内重保      | 馬越嘉彦                                              | -          |
| 5    | 月という名の太陽を殺した男 | 上代務     | 大平直樹      | 木村延景      | ふくだのりゆき（レイアウト） 奥田佳子・白南烈（原画） | 馬越嘉彦   |
| 6    | 運命との再会               | 上代務     | 伊藤尚往      | 伊藤尚往      | 奥田佳子                                              | 馬越嘉彦   |
| 7    | 高い塔の女                 | 吉田玲子   | 山内重保      | 山内重保      | とみながまり                                          | 馬越嘉彦   |
| 8    | 希望の賛歌                 | 大和屋暁   | 山内重保      | 伊藤達文      | 伊藤達文                                              | 馬越嘉彦   |
| 9    | 滅びの谷に咲く花           | 上代務     | 木村延景      | 木村延景      | 青木哲郎                                              | 馬越嘉彦   |
| 10   | 過去に囚われた男           | 小林靖子   | 伊藤尚往      | 伊藤尚往      | 羽山淳一                                              | -          |
| 11   | 己の使命のもとに           | 上代務     | 千堂寺拓馬    | 羽多野浩平    | 羽山賢二                                              | -          |
| 12   | 生きた時間を色にして       | 高橋ナツコ | 峰達也        | 峰達也        | 西位輝実                                              | -          |
| 13   | 過去は目の前に満ちる       | 小林靖子   | 木村延景      | 木村延景      | 奥田佳子                                              | 馬越嘉彦   |
| 14   | 真実は闇を照らし           | 上代務     | 宮下新平      | 伊藤達文      | 伊藤達文                                              | 馬越嘉彦   |
| 15   | 死神ドゥーン               | 高橋ナツコ | 山内重保      | 山内重保      | 馬越嘉彦                                              | -          |
| 16   | 信じる力のために           | 山田隆司   | 木村延景      | 木村延景      | 山室直儀、渡辺奈月                                    | 馬越嘉彦   |
| 17   | ガラスのゆりかご           | 高橋ナツコ | 伊藤尚往      | 伊藤尚往      | 羽山淳一、濱田邦彦 北尾勝、馬越嘉彦                   | -          |
| 18   | 生きた時これからの時間     | 大和屋暁   | 山内重保      | 山内重保      | 丸加奈子                                              | 馬越嘉彦   |
| 19   | 心に棲む花を信じて         | 吉田玲子   | 中山奈緒美    | 中山奈緒美    | 奥田佳子                                              | 馬越嘉彦   |
| 20   | 誰がために花は咲く         | 高橋ナツコ | EUNYOUNG CHOI | EUNYOUNG CHOI | EUNYOUNG CHOI                                         | 馬越嘉彦   |
| 21   | 失望の楽園                 | 吉田玲子   | 宮下新平      | 木村延景      | 清丸悟、齊藤格 たかにゃー、土河紀夏 桜井正明、北尾勝  | 馬越嘉彦   |
| 22   | 永遠という名の雫           | 小林靖子   | 山内重保      | 中山奈緒美    | 濱田邦彦、北尾勝 羽山淳一、とみながまり 奥田佳子      | 馬越嘉彦   |
| 23   | 還る者たち                 | 小林靖子   | 山内重保      | 木村延景      | 西位輝実                                              | -          |
| 24   | 巡り咲く花へ               | 小林靖子   | 山内重保      | 山内重保      | 馬越嘉彦                                              | -          |

## 放送局
| 放送地域   | 放送局             | 放送期間                      | 放送日時                     | 放送系列       | 備考             |
| ---------- | ------------------ | ----------------------------- | ---------------------------- | -------------- | ---------------- |
| 埼玉県     | テレ玉             | 2008年10月2日 - 2009年3月19日 | 木曜 1:30 - 2:00（水曜深夜） | 独立UHF局      |                  |
| 近畿広域圏 | 毎日放送           | 2008年10月3日 - 2009年3月20日 | 金曜 1:55 - 2:25（木曜深夜） | TBS系列        |                  |
| 愛知県     | テレビ愛知         | 2008年10月4日 - 2009年3月21日 | 土曜 1:58 - 2:28（金曜深夜） | テレビ東京系列 |                  |
| 千葉県     | チバテレビ         | 2008年10月6日 - 2009年3月16日 | 月曜 1:30 - 2:00（日曜深夜） | 独立UHF局      |                  |
| 神奈川県   | tvk                | 2008年10月6日 - 2009年3月16日 | 月曜 23:00 - 23:30           | 独立UHF局      |                  |
| 日本全域   | キッズステーション | 2009年1月10日 - 7月4日        | 土曜 21:30 - 22:00           | CS放送         | リピート放送あり |

| 放送地域 | 放送局   | 放送期間                       | 放送日時       | 放送系列   | 備考     |
| -------- | -------- | ------------------------------ | -------------- | ---------- | -------- |
| 日本全域 | GYAO!    | 2008年10月10日 - 2009年3月20日 | 金曜 12:00更新 | ネット配信 | 無料配信 |
| 日本全域 | ShowTime | 2008年10月17日 - 2009年3月27日 | 金曜 18:00更新 | ネット配信 | 有料配信 |

上記のほか、2014年現在はバンダイチャンネルでも全話を配信中（第1話は無料、第2話以降は有料）。

## ラジオ
音泉にて、『ラジオ キャシャーンSins 〜古谷徹 vs 森川智之〜』が配信された。